# (9496) Ockels
(9496) Ockels (4260 T-1) – planetoida z pasa głównego asteroid okrążająca Słońce w ciągu 4,99 lat w średniej odległości 2,92 j.a. Odkryta 26 marca 1971 roku.